# Cardiff Challenger 2006
Il Cardiff Challenger 2006 è stato un torneo di tennis facente parte della categoria ATP Challenger Series nell'ambito dell'ATP Challenger Series 2006. Il torneo si è giocato a Cardiff in Gran Bretagna dal 17 al 23 aprile 2006 su campi in cemento indoor.

## Vincitori

### Singolare
Jan Vacek ha battuto in finale  Uros Vico con il punteggio di 7–6(5), 1–6, 6–3

### Doppio
Philipp Petzschner /  Alexander Peya hanno battuto in finale  Filip Prpic /  Björn Rehnquist con il punteggio di 4–6, 6–3, [10–7]